# Război pe două fronturi
Războiul pe două fronturi este din punct de vedere al terminologiei militare un conflict armat care are  loc pe două fronturi geografice separate. Luptele sunt duse de obicei simultan de două sau mai multe forte armate separate în speranță că oponentul atacat din mai multe părți va fi forțat să își împartă forțele pentru ca să facă față unor amenințări multiple, reducându-și astfel șansele la victorie. Atunci când una dintre cele forte este încercuită, fronturile sunt numite „linii interioare”.

## Exemple

### Antichitate
Unul dintre cele mai vechi exemple ale luptei pe două fronturi este acele al conflictului armat din secolul al III-lea î.Hr., când Republica Romană a luptat simultan în Primul Război Macedonean și în Al doilea Război Punic împotriva Cartaginei.
După consolidarea puterii Imperiului Roman în timpul lui Augustus, forțele imperiale au trebuit să lupte cu numeroșii inamici de la frontiere – pe Rin, pe Dunăre și în Mesopotamia. Mai mulți împărați – Septimius Severus sau Aurelian, de exemplu – au condus armatele romane de la un cap la celălalt al imperiului pentru ca să facă față amenințărilor. După prăbușirea Imperiului Roman de Apus, Imperiul Bizantin a trebuit să facă față atacurilor invadatorilor,  care atacau din vest și est și în același timp să lupte pentru păstrarea controlului asupra posesiunilor din Italia.

### Războaiele napoleoniene
În timpul Războielor napoleoniene, Franța a luptat în mai multe râduri pe fronturi multiple. În timpul  „Războiului Peninsular”, francezii au luptat atât cu trupele spaniole și cu cele anglo-portugheze, cât și cu cele ale Imperiului Rus în timpul invaziei din Rusia.

### Primul Război Mondial
În timpul primei conglagrații mondiale, Imperiul German sub conducerea Kaiserui Wilhelm al II-lea a luptat pe două fronturi împotriva forțelor franceze, britanice, belgiene și, mai târziu, americane pe frontul de vest și, în același timp, pe frontul de răsărit împotriva rușilor, până când Revoluția bolșevică a scos Rusia din război. Comandanții germani luaseră în considerație o asemenea posibilitate concepuseră așa numitul  „Plan Schlieffen” prin care considerau că pot împiedica încercuirea forțelor proprii de către inamic. Planul Schlieffen și-a propus ca scop învingerea rapidă a armatei franceze. Pentru ocuparea Parisului Schlieffen a prevăzut 39 de zile și 42 de zile până la capitularea Franței - înainte ca mașinăria de război rusească să se mobilizeze și să atace Germania (Prusia de Est).
Planul inițial (modificat apoi în 1911) prevedea o mobilizare rapidă a armatei germane, care fără să țină seama de neutralitatea Olandei, Luxemburgului și Belgiei printr-un atac rapid să treacă în forță prin aceste două țări neutre și să surprindă Franța.
Conform Planului Schlieffen Parisul nu urma să fie cucerit (în 1870 Asediul Parisului a durat luni) nici industria slăbită, ci capturarea marii majorități a Armatei franceze ca și în Războiul franco-prusac. Armata franceză urma să se replieze în jurul capitalei în apărarea acesteia și forțată să lupte într-u luptă de învăluire din partea forțelor germane. Cu toate că în concepția planului exista sădită sămânța dezastrului, atât Schlieffen cât și Moltke au fost seduși de posibilitatea de a învălui din două direcții forțele franceze. Inspirația a venit de la distrugerea armatei romane de către forțele lui Hannibal în Bătălia de la Cannae în 216 î.Hr., care a fost meticulos studiat de Schlieffen. În esență, planul său a fost o reeditare strategică la scară foarte mare a  tacticii lui Hannibal, valorificarea recentelor descoperiri în domeniul comunicațiilor și transporturilor. Studiiile tactice ale lui Hans Delbrück au avut o influență profundă asupra teoreticienilor militari germani, în special asupra lui Schlieffen. Prin scrierile sale, Schlieffen expunea că "modelul Cannae" ar continua să fie aplicabil în războaiele de manevră în secolul al XX-lea. 

### Al Doilea Război Mondial
Poate cel mai cunoscut exemplu al războiului pe două fronturi a fost fronturile europene din timpul celei de-a doua conflagrații mondiale. Germania Nazistă sub conducerea lui Adolf Hitler a trebuit să lupte împotriva aliaților occidentali pe frontul de vest și împotriva Uniunii Sovietice pe cel de est. Germanii nu au reușit să obțină o victorie zdrobitoare pe niciunul dintre cele două fronturi și, în cele din urmă, au pierdut războiul. Dacă au existat factori a căror importanță nu poate fi estimată, precum lipsa de resurse a Wehrmachtului pentru ducerea unui război de lungă durată, renunțarea la tacticile Blitzkrieg datorită crizei de carburant și creșterea rezistenței din teritoriile ocupate, lupta pe două fronturi a fost un factor cel puțin la fel de important pentru înfrângerea Germaniei. 

Aliații, în special SUA, au luptat la rândul lor pe două fronturi, fiind nevoiți să-și împartă forțele împotriva Germaniei Naziste pe frontul european și împotriva Japoniei pe frontul din Pacific. Japonia a luptat și ea pe două fronturi – în Asia continentală și în Oceanul Pacific. Puterile Axei ar fi avut șansa împingerii Uniunii Sovietice într-un război pe două fronturi, dar japonezii au refuzat să atace Orientul Îndepărtat Rus, date fiind conflictele de frontieră în care niponii fuseseră învinși în trecut. În vreme ce germanii și americanii au intrat în război în ciuda tratatelor pe care le semnaseră, sovieticii și japonezii nu au intrat în conflict până pe 9 august, la trei luni după capitularea Germaniei. Imperiul Japonez a fost obligat să lupte un război pe două fronturi la rândul lui, împărțindu-și forțele între frontul din China și frontul din Pacific. După data de 9 august 1945, Uniunea Sovietică a invadat Manciuria, agravând și mai mult situația Imperiului Japonez. În cazul Statelor Unite, teatrul de lupte din Pacific a necesitat în primul rând un efort naval și aerian, pe care l-a susținut din plin, în ciuda pierderilor grele suferite în 1941, în timpul atacului surpriză de la Pearl Harbor. SUA și-a implicat forțele terestre în primul rând pe frontul din Europa, până la capitularea Germaniei. În mod asemănător, forțele terestre japoneze au luptat în China, iar teatrul de luptă din Pacific a fost în principal martorul bătăliilor navale și aeriene. 

### Războaiele israelo-arabe
În timpul războiului arabo-israelian, evreii au luptat cu egiptenii în sud și cu iordanieii și sirienii în est și nord. Israelul a luptat au al doilea război pe două fronturi în timpul Războiului de Șase Zile din 1967 și al Războiului de Ion Kipur din 1973. 

### Războiul Rece
Unul dintre motivele pentru planul american al  „Flotei cu 600 de nave” din deceniul al șaptelea era acela de amenințarea Uniunii Sovietice cu un război pe două fronturi (în Europa și Oceanul Pacific) în cazul unui război. 

## Alte utilizări
Războiul pe două fronturi este o expresie utilizată deseori în sens metaforic, referindu-se de exemplu la atacul simultan din partea partidelor din stânga și dreapta spectrului politic împotriva politicienilor de centru. 